# Boris Godunov
Boris Godunov (în rusă Борис Фёдорович Годунов), (n. 12 august 1552, Veazma, Cnezatul Moscovei – d. 23 aprilie 1605, Moscova, Țaratul Rusiei)  a fost între anii 1584-1598 regentul țarului rus Fjodor I care era debil mintal, și a domnit apoi ca țar între anii 1598-1605.

## Origine
Boris Fiodorovici Godunov, s-a născut în anul 1552, fiind fiul unui mic nobil sărac, Fiodorovici Ivanovici Godunov și al Stepanidei Ivanovna. Legenda despre originea lui din neamul prințului tătar „Cetmurza” hanul Hoardei de Aur este azi neacceptată de oamenii de știință ruși.

## Ascensiunea
În 1570 participă la campania din Serpeisk, iar în anul următor devine membru al organizației Opricina, care răspândește teroarea în țară.
În 1570/1571 se căsătorește cu Maria Skuratova, fiica lui Ivan cel Groaznic.
Zece ani mai târziu, țarul Ivan o va alege pe sora lui Godunov, Irina, ca soție pentru fiul său, Fiodor.

## Domnia

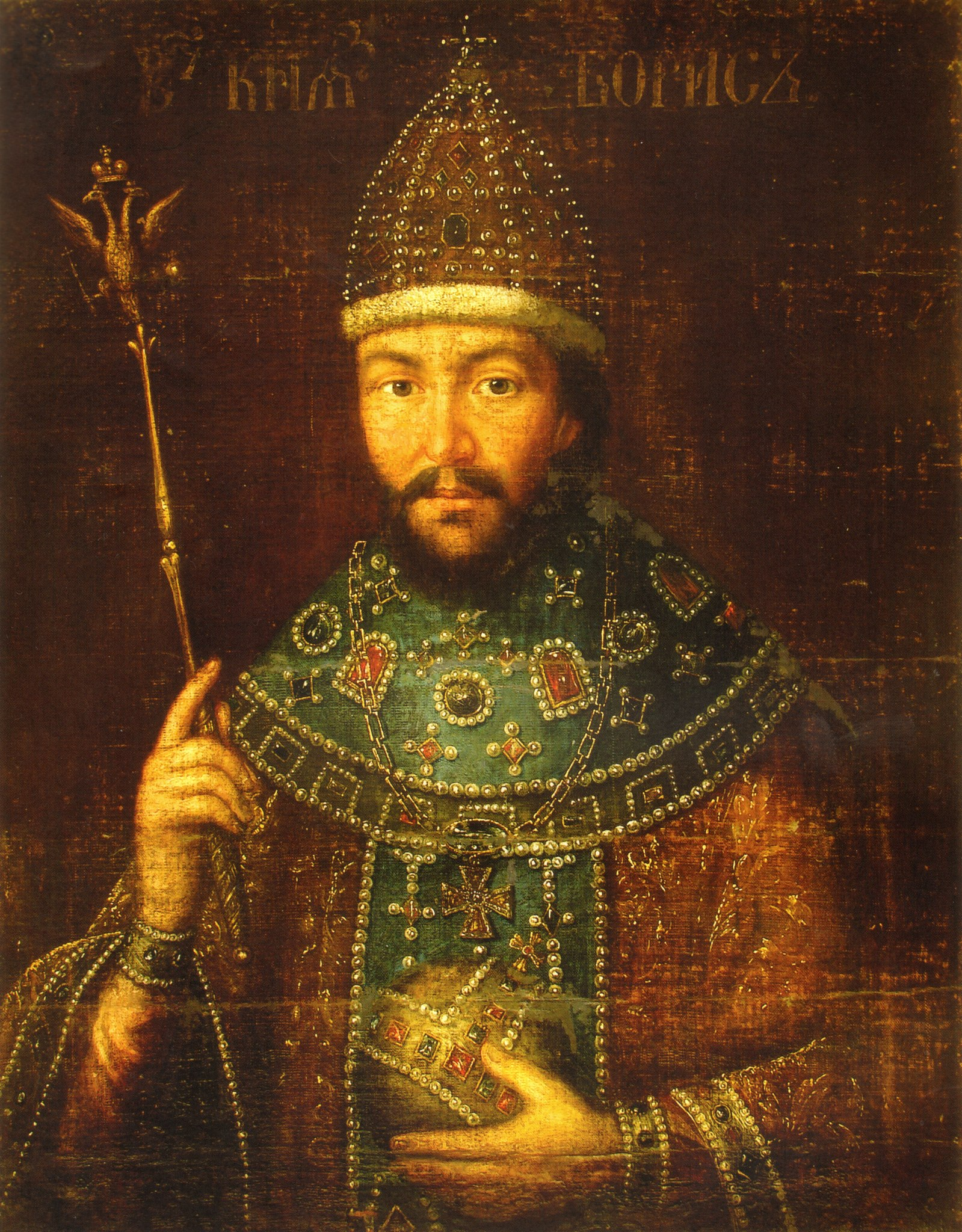
Portretul lui Boris Godunov

Înainte de a muri, Ivan cere sprijinul aristocrației pentru a-l sprijini pe fiul său la conducere, deoarece acesta era bolnav psihic.
Profitând de situație, Boris Gudunov devine adevăratul conducător, astfel că după moartea lui Fiodor I. (7 ianuarie 1598), cu ajutorul lui  Zemskij Sobor, devine, ca uzurpator, țar pe tronul Rusiei
El este învinuit de boieri, că ar fi răspunzător de moartea lui „Dimitri Ivanovici”, fiul cel mai tânăr a lui Ivan cel Groaznic,  care ar fi fost succesorul legal pe tron.
Boris Godunov este încoronat ca țar la data de 1 septembrie 1598.
Prin urcarea lui pe tron ia sfârșit dinastia Riurik.
La începutul domniei, a adoptat unele măsuri benefice pentru dezvoltarea economiei.
Prin ridicarea Moscovei în anul 1598 de la rangul de episcopat la cel de mitropolie a reușit să ridice prestigiul bisericii ortodoxe în Rusia. Pe arena politicii externe el a căutat să realizeze o alianță a țărilor creștine contra Imperiului Otoman. A ieșit biruitor în războiul cu Suedia, obținând ieșirea la Marea Baltică. O realizare deosebită din timpul domniei lui a fost înflorirea comerțului exterior mai ales în regiunea Volga și Arhanghelsk.
Calitățile sale au fost însă umbrite de adevărate manifestări de paranoia.
A organizat o rețea de informatori prin intermediul căreia îi urmărea pe boieri, persecutându-i mai ales pe cei din familia Romanov.
În anul 1601 ia naștere o criză gravă politică și socială care este determinată în mare parte de foamete. În această perioadă de timp apare un călugăr numit „Dimitri cel Fals” care agită masele declarând că ar fi adevăratul succesor pe tron.
Boris Godunov moare în mod neașteptat  la data de 13 aprilie 1605, probabil din cauza unei hemoragii cerebrale.
Fiul său, Fiodor al II-lea și soția sa, sunt uciși după câteva luni, de boierii rivali.

## Galerie de imagini

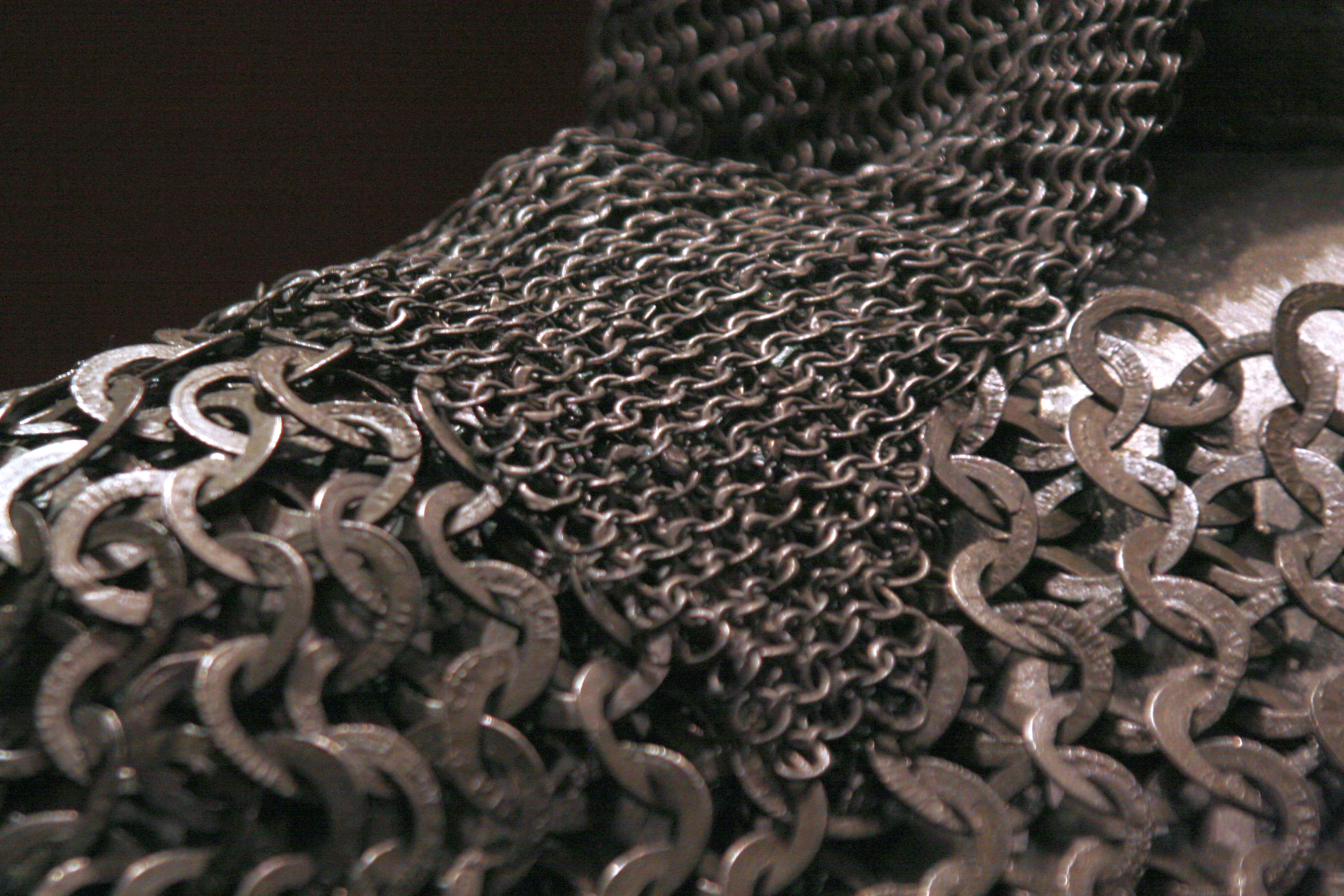
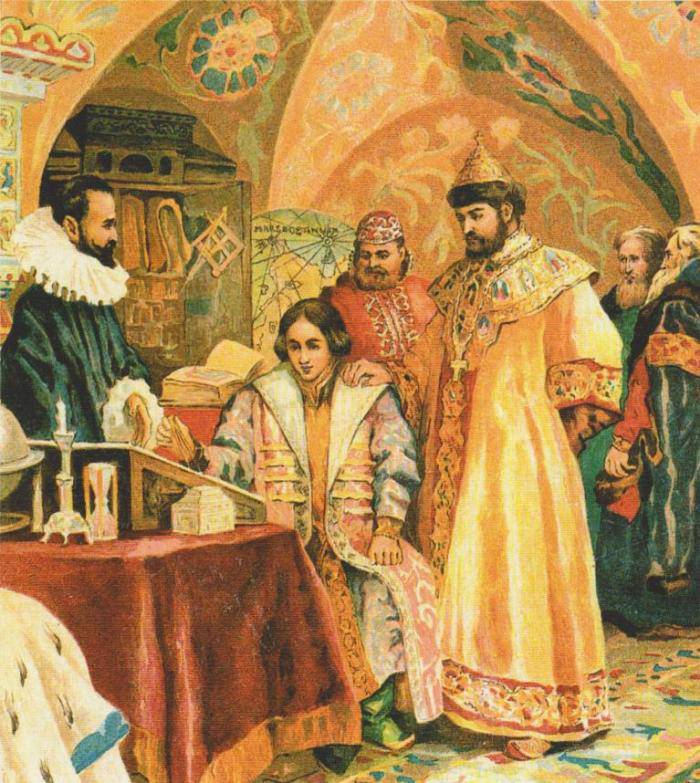
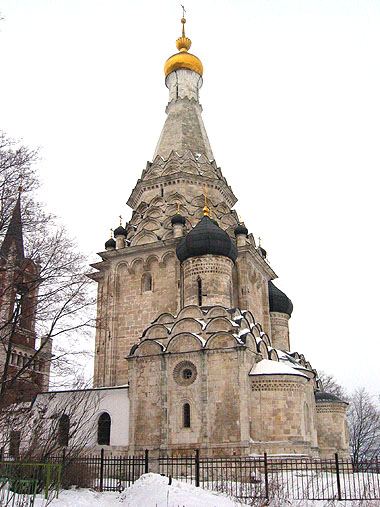